# Florian Piskorski
Florian Piskorski (ur. 1 kwietnia 1902, zm. w marcu 1979 w Europie) – amerykański działacz polonijny, delegat Rady Polonii Amerykańskiej w Europie, sekretarz Fundacji Kościuszkowskiej.
II wojna światowa zastała Floriana Piskorskiego w Brdowie – wraz z rodziną ukrywał się w tamtejszym lazarecie. W roku 1940 Rada Polonii Amerykańskiej zleciła Piskorskiemu zbadanie potrzeb Polaków we Francji, Szwajcarii, Rumunii i na Węgrzech w zakresie możliwej pomocy oraz poczynienie przygotowań do utworzenia Delegatury Rady Polonii w Europie. Delegatura taka powstała w 1940 roku. Miała siedzibę w Lizbonie, a po wojnie została przeniesiona do Genewy. Zajmowała się wysyłaniem transportów z odzieżą, lekarstwami i żywnością z Lizbony do okupowanej Polski (Generalnego Gubernatorstwa) i do Polaków w obozach jenieckich oraz uchodźców polskich rozsianych po całym świecie, a także do obozów koncentracyjnych (po usilnych staraniach Niemcy zgodzili się na przesyłanie paczek dla więźniów w Dachau, Oświęcimiu, Ravensbrück i innych). Delegatura Rady w Lizbonie prowadziła ponadto dział poszukiwań i pośrednictwa w przekazywaniu wiadomości o osobach poszukiwanych.
Został pochowany w rodzinnym grobowcu na cmentarzu Górczyńskim w Poznaniu.